# Tigre azul

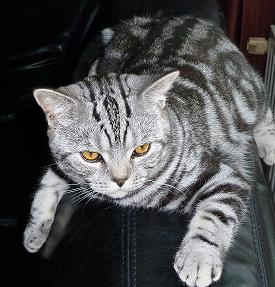
Gato da raça de Pêlo curto inglês, com pelagem azul/cinza com marcações negras.

O termo tigre azul ou tigre maltês faz referência a uma possível mutação genética na cor da pelagem que poderiam ter alguns raros tigres, os quais teriam sido "vistos" na província chinesa de Fujian. Considera-se que tais animais teriam um pelo azulado com listras num tom cinza escuro. A denominação Maltês vem da terminologia usada para se referir a alguns gatos domésticos que apresentam pelagem em tom cinza azulado, os quais existem em quantidade significativa na ilha de Malta. O termo foi assim aplicado aos tigres em questão, embora esses não tenham nenhuma relação com tal ilha.

## Histórico
A maioria dos registros de visualizações de tigres azuis se originaram no sul da China, e tais registros se referiam à subespécie particular que habitava a região, o Tigre-do-sul-da-china, ou de Amoy, Xiamen. A situação dessa subespécie de tigre é muito crítica, a ponto de ser considerada como extinta na natureza. Os exemplares que hoje sobrevivem em cativeiro, a maioria em Zoológicos da China, descende de somente 6 animais capturados na natureza, o que mostra quão difícil é a recuperação da subespécie. Laboratórios da China já começaram a preservar células dos poucos exemplares da subespécie, visando evitar seu desaparecimento completo. Devido a isso, é muito provável que o gene recessivo que causaria a cor azulada já esteja totalmente extinto nessa subespécie do sul da China. Algumas visualizações registradas de tigres azuis ocorreram na Coreia, onde vive o "panthera tigris altaica", tigre-de-amur.

## Visualizações
Por volta da década de 1910, Harry Caldwell, um missionário americano e também caçador profissional, divisou e perseguiu um tigre azul nos arredores de Fuzhou. Sua busca está apresentada na forma de crônica no seu livro "Tigre Azul" (Blue Tiger) de 1924 e também pelo livro de Roy Chapman Andrews (companheiro de caça de Caldwell), Campos e Caminhos da China (Camps & Trails in China) de 1925. Nessa obra, Chapman cita a Caldwell como segue:
“As marcas da besta eram surpreendentemente formosos, a cor da pelagem era como uma fina sombra azulada que mudava para azul claro no abdómen. As listras eram bem definidas como nos tigres alaranjados comuns.”
Um relatório mais recente sobre visão de tigre azul foi feito pelo filho de um soldado norte-americano que serviu durante a Guerra da Coreia, o qual afirmou que seu pai viu um tigre azul nas montanhas, onde fica hoje a Zona desmilitarizada. Houve registros de tigres azuis na Birmânia.
Em 1964, no zoológico de Oklahoma, nasceu um filhote de tigre azul, mas que morreu com menos de 2 meses de idade, por motivo desconhecido.
Já o tigre negro considerado por muitos anos como um mito, existiu realmente e algumas peles provam a existência de tigres pseudo-melanísticos e hipermelanísticos, apresentam listras densas e largas que escurecem quase totalmente o fundo alaranjado dos tigres comuns. Mas há relatos sobre tigres melanísticos.

## Genética
Em confirmação à teoria dos tigres azuis, os gatos malteses ou azulados existem em realidade, como a espécie doméstica Azul russo. Já foi registrada também a presença de linces azuis, como o que se manifesta a existência de mutações e combinações genéticas que resultam em cor azulada ou, ao menos, num tom que dá uma impressão de cinza-azulado. Alguns estudiosos da matéria sugeriram que essa coloração extraordinária se deve a uma conjunção de dois pares paralelos de alelos recessivos, os quais ao se combinarem poderiam resultar numa cor azul-cinza bem sólida como a que se encontra em algumas espécies de gatos. Isso, porém, não produziria o tipo listrado reportados nas visualizações desses tigre, já que esses animais possuíam listras muito pálidas, quase invisíveis.
A maioria dos tigres combinam alelos nas diferentes porções de suas pelagens, criando o tão conhecido padrão alaranjado e negro, mas há ocasiões em que a falta de melanina gera os tigres brancos. Para o surgimento de tigres como os azuis aqui descritos, provavelmente seria necessária a conjunção da supressão da feomelanina (com isso o tom azulado substituiria o alaranjado) sem que se eliminasse o gene causador da coloração das listras escuras. Como isso, talvez ocorresse também um hipermelanismo, causando a cor muito branca do abdómen e no peito da criatura dos relatos de Caldwell. Efetivamente, um genótipo como o descrito é conhecido por sua presenças em guepardos, com exemplares de uma de coloração azulada com padrão de marcas negras visíveis, o que, com a adição de fatores como condições de iluminação do local, poderia produzir a similaridade com o exemplar descrito por Caldwell.
Uma variante da ação do alelo do inibidor da cor das Chinchilas, que normalmente produz Tigres Brancos, é também possível. Essa variação produziria um efeito de "neblina" sobre toda a superfície do corpo, a qual combinada com a supressão da pheomelanina, produziria o animal branco com padrão de listras cinza claro. Há espécimes assim entre os Guepardos.

## Possível distribuição
Em uma população isolada e pequena de indivíduos, o contínuo incesto entre seus membros podería implicar em mutações, algumas não prejudiciais, como a mudança de coloração. No entanto, se a nova cor do indivíduo afetado lhe desse reais vantagens sobre os demais, como lhe prover melhor camuflagem, esse mutante competiria em melhores condições com os outros e teria possivelmente mais descendentes portando esses genes. Isso, é claro, iria ocorrer mais facilmente numa população pequena e isolada.

## Tamanho
Tigre-do-Sul-da-China azul:
- Machos: 308 Ib ou 140 kg, 240 cm comprimento, presas de 6 cm;
- Fêmeas: 264 Ib ou 120 kg, 210 cm comprimento, presas 5 a 5,5 cm;